# Новомлиновка
Новомлиновка (укр. Новомлинівка) — село,
Новомлиновский сельский совет,
Розовский район,
Запорожская область,
Украина.
Код КОАТУУ — 2324983001. Население по переписи 2001 года составляло 522 человека.
Является административным центром Новомлиновского сельского совета, в который, кроме того, входит село 
Новодворовка.

## Географическое положение
Село Новомлиновка находится на берегу реки Сухие Ялы,
на расстоянии в 1 км от села Новодворовка.
На реке сделана запруда.
Через село проходит автомобильная дорога Т-0803.

## История
- 1793 год — дата основания как сёла Дерт-Оба (Дурдуба) греками-переселенцами из села Старомлиновка [2].
- В 1812 году переименовано в село Новый Керменшик (Новый Керменчик).
- В 1946 году переименовано в село Новомлиновка.

## Экономика
- «Колос», ООО.
- «Лан», ФХ.

## Объекты социальной сферы
- Дом культуры.